# Xã Summit, Quận Roberts, Nam Dakota
Xã Summit (tiếng Anh: Summit Township) là một xã thuộc quận Roberts, tiểu bang Nam Dakota, Hoa Kỳ. Năm 2010, dân số của xã này là 53 người.